# Анхен из Тарау
«А́нхен из Та́рау» (нем. Ännchen von Tharau) — немецкая песня на стихи Симона Даха. Оказала заметное влияние на развитие представлений о народной песне в XIX—XX веках.

## История

### Героиня произведения и авторы первого издания

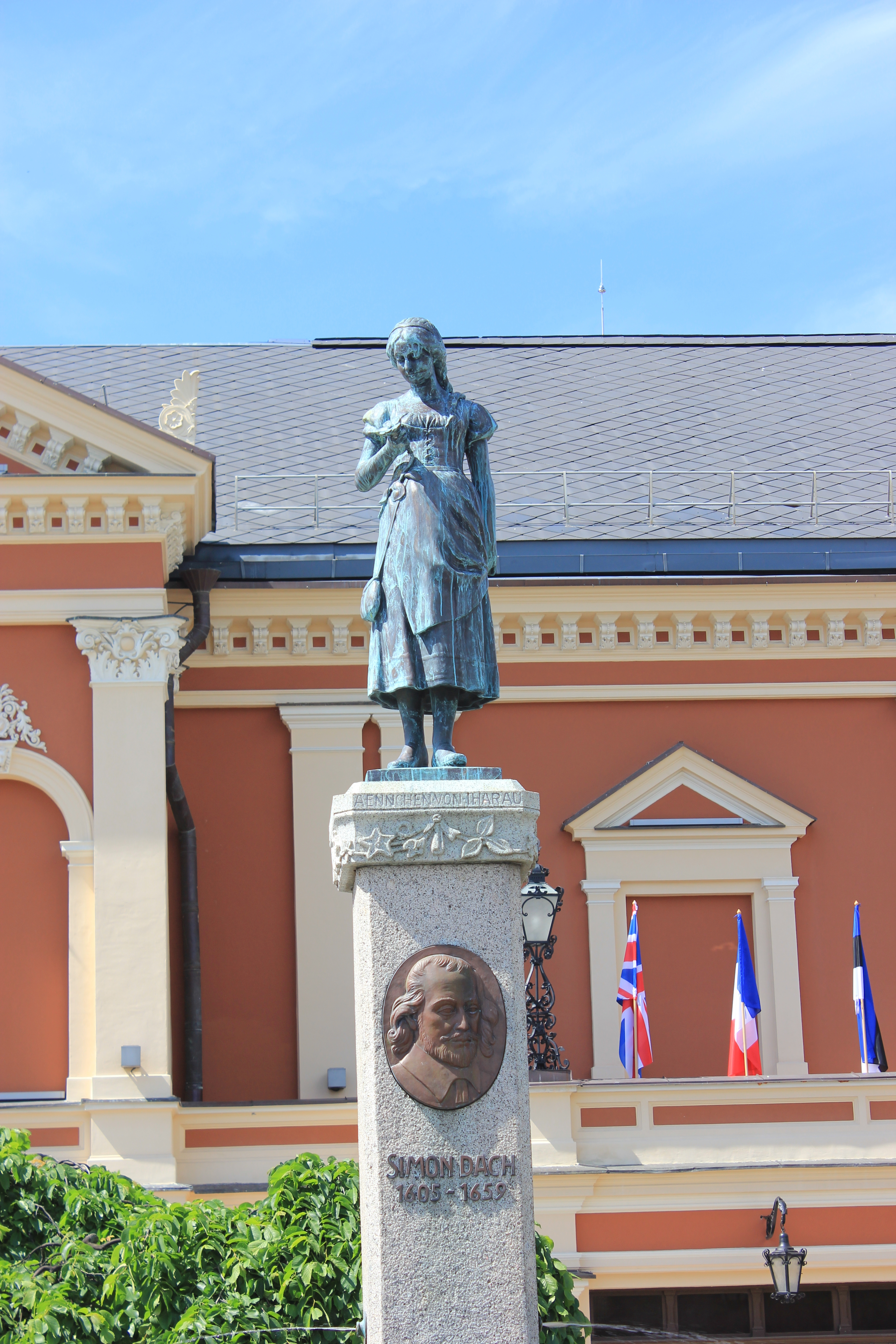
Скульптура Анхен перед зданием Клайпедского драматического театра

Согласно одной из церковных хроник XVIII века, стихи были написаны поэтом Симоном Дахом к бракосочетанию Анны Неандер.
Как сообщают различные источники, Анна была дочерью пастора Неандера из Тарау, умершего в 1630 году. По прошествии семи лет с его смерти, она стала женой проповедника Иоганна Партация.
По одной из версий, сам поэт был влюблён в Анну. На момент написания стихотворения, Дах находился в весьма стеснённых обстоятельствах, занимая скромную должность учителя в соборной школе Кёнигсберга, и девушка, по настоянию родных, вышла замуж за другого. По другой версии, автор был другом жениха и написал свои стихи к свадьбе Иоганна Партация и Анны.
Впервые стихи были опубликованы в 1642 году Генрихом Альбертом, уже в виде песни, поскольку Альберт сопроводил их мелодией собственного сочинения.

### Перевод на литературный язык. Текстовые и музыкальные обработки произведения в XVIII—XIX веках
Созданная на одном из нижненемецких диалектов, песня приобрела широкую известность лишь в XVIII столетии, после того как Иоганн Гердер перевёл её на литературный немецкий язык. Спустя год после публикации Гердера (сборник Volkslieder, 1778, Лейпциг), поэт К. З. Зенкендорф издал произведение в собственной музыкальной обработке.
Песня вошла в сборник И. Ф. Рейхардта «Колыбельные для добрых немецких матерей» (нем. Wiegenlieder für gute deutsche Mütter, 1798), а через несколько лет — в первую часть трёхтомника «Волшебный рог мальчика» (1806; под названием «Пальмовое дерево» и в сокращённом виде). Уже в 1807 году И. Г. Бюшинг и Ф.-Г. фон дер Хаген поместили её в своём «Собрании немецких народных песен» (нем. Sammlung deutscher Volkslieder).
Особую же популярность произведение приобрело после 1827 года, с появлением обработки Фридриха Зильхера для четырёхголосного мужского хора.

## Влияние в искусстве
Произведение существует во множестве музыкальных обработок для хорового и сольного исполнения. Не позднее 1875 года была опубликована опера Эрнста Катенхузена «Анхен из Тарау», под таким же названием в 1878 году была поставлена опера Генриха Гофмана.

### В литературе
Ещё в 1829 году вышла в свет одноимённая драма Виллибальда Алексиса.
Успехом у читателей пользовалась изданная в 1882 году книга Франца Хирша «Анхен из Тарау. Песня из прошлого» (нем. Aennchen von Tharau. Ein Lied aus alter Zeit). Сочинение Хирша оказало влияние и на послевоенных авторов. Литературным «переосмыслением» песни стали книга Гедвиги фон Лёльхёффель «Тарау лежит где-то ещё» (нем. Tharau liegt woanders, Дюссельдорф, 1987) и молодёжный роман Густава Дамана «Ули, вернись домой» (нем. Uli, komm heim, 1990).

## Текст
| Der Palmbaum | Литературный перевод |
| --- | --- |
| Annchen von Tharau ist, die mir gefällt, Sie ist mein Leben, mein Gut und mein Geld. Annchen von Tharau hat wieder ihr Herz Auf mich gerichtet in Lieb und in Schmerz. Annchen von Tharau, mein Reichthum, mein Gut, Du meine Seele, mein Fleisch und mein Blut! Käm' alles Wetter gleich auf uns zu schlahn, Wir sind gesinnet, bei einander zu stahn. Krankheit, Verfolgung, Betrübniß und Pein, Soll unsrer Liebe Verknotigung seyn. Recht als ein Palmenbaum über sich steigt, Je mehr ihn Hagel und Regen anficht, So wird die Lieb in uns mächtig und groß, Durch Kreuz, durch Leiden, durch allerlei Noth. Würdest du gleich einmal von mir getrennt, Lebtest da, wo man die Sonne kaum kennt; Ich will dir folgen, durch Wälder, durch Meer, Durch Eis, durch Eisen, durch feindliches Heer. Annchen von Tharau, mein Licht, meine Sonn, Mein Leben schließ ich um deines herum. | Анхен из Тарау, та, что мне нравится, Та, что дороже добра и богатств. Анхен из Тарау вновь своё сердце Мне открывает на горе и радость. Анхен из Тарау, всей жизни любовь, Ты моё счастье, душа, плоть и кровь. Пусть непогода накатит волной: Станешь ты рядом, вместе со мной. Боль и страданье, невзгоды и зло Две наши доли связали узлом. Пусть град и ливень становятся злее, Пальма растёт всё сильней и сильнее. Так и любовь наша крепнет с годами, Нам помогая в любых испытаньях. Если бы нас разлучила судьба, Если б луна потеряла тебя, Я бы прошёл и моря, и леса, Пламя и стужу, и вражеский стан. Анхен из Тарау, звезда моих дней, Будь же навеки подругой моей. |